# Siergiej Czikiszew (ur. 1961)
Siergiej Nikołajewicz Czikiszew (ur. 31 stycznia 1961) – rosyjski trener piłkarski.
Pochodzi z Omska, gdzie pracował w miejscowym klubie Irtysz jako asystent, a potem główny trener. Zajmował się również akademią moskiewskiego Spartaka i młodzieżówką Dinamo Moskwa. 10 maja 2016 został tymczasowo trenerem pierwszej drużyny, po rozwiązaniu kontraktu z Andriejem Kobielewem.